# Norra Knivsjön, Dalarna
Norra Knivsjön är en sjö i Ludvika kommun i Dalarna och ingår i Norrströms huvudavrinningsområde.